# Béla Sóki
Béla Sóki (n. 5 iunie 1965, Săcueni, Bihor, România) este un politician român, membru al Parlamentului României în legislatura 2004-2008 pe listele UDMR. În cadrul activității sale parlamentare, Béla Sóki a fost membru în grupurile parlamentare de prietenie cu Republica Costa Rica, Republica Filipine și Australia. 